# 陸軍少年通信兵学校
陸軍少年通信兵学校（りくぐんしょうねんつうしんへいがっこう）とは、東京府北多摩郡東村山町（現：東村山市）にあった大日本帝国陸軍の教育機関（軍学校）のひとつである。この項目では、後身の東京陸軍少年通信兵学校、村松陸軍少年通信兵学校についても記述する。

## 概要
1942年4月、昭和16年11月28日勅令第1016号により陸軍通信学校内に教育総監隷下の陸軍少年通信兵学校が設置され、1942年10月に北多摩郡東村山町に移転した。
本校の目的は、通信関係の現役兵科下士官となる生徒に訓育、学科、術科の教育を行うことであった。生徒は少年飛行兵召募試験合格者。毎年一回の入学で、修学期間は約2年であった。
1943年10月、陸軍少年通信兵学校を東京陸軍少年通信兵学校と改称し、新潟県中蒲原郡村松町（現・五泉市）に村松陸軍少年通信兵学校を設置した。

## 所在地
開校時
- 神奈川県高座郡相模原町上鶴間（現・相模原市南区文京一丁目・二丁目）

※陸軍通信学校内に併設。
1942年10月以降
- 東京府北多摩郡東村山町大字廻田（現・東京都東村山市富士見町二丁目）

※西武鉄道国分寺線・拝島線小川駅下車徒歩8分
※西武鉄道多摩湖線八坂駅下車徒歩12分
※JR中央線立川駅北口・多摩モノレール立川北駅から西武バス立34系統で「明法学院前」下車

### 跡地
第二次世界大戦終結後、東村山の陸軍少年兵通信学校の敷地は地元の東村山町の他、広大な校地を求めた複数の学校法人に払い下げられた。
東村山町は町立第一中学校（現・東村山第一中学校）を開校。
私立では明治学院大学を運営する明治学院が神奈川県川崎市にあったキャンパスとの交換で跡地を取得し明治学院中学校・明治学院東村山高等学校を開校した。また霊友会が外郭団体の明法学院を通じて明法中学・高等学校を開校。日本体育大学は1965年に日体大桜華中学・高校を東京都世田谷区から移転してきた。

## 沿革
- 1942年（昭和17年）4月1日 - 陸軍少年通信兵学校を陸軍通信学校内に設置。
  - 10月 - 東京府北多摩郡東村山町に移転。
- 1943年（昭和18年）10月 - 東京陸軍少年通信兵学校と村松陸軍少年通信兵学校を設置。

## 歴代校長
東京
- 末光元広 少将：1942年4月1日 -
- 小山義己 大佐：1943年11月6日 -
- 小西貞治 大佐：1945年3月9日 -

## 村松陸軍少年通信兵学校

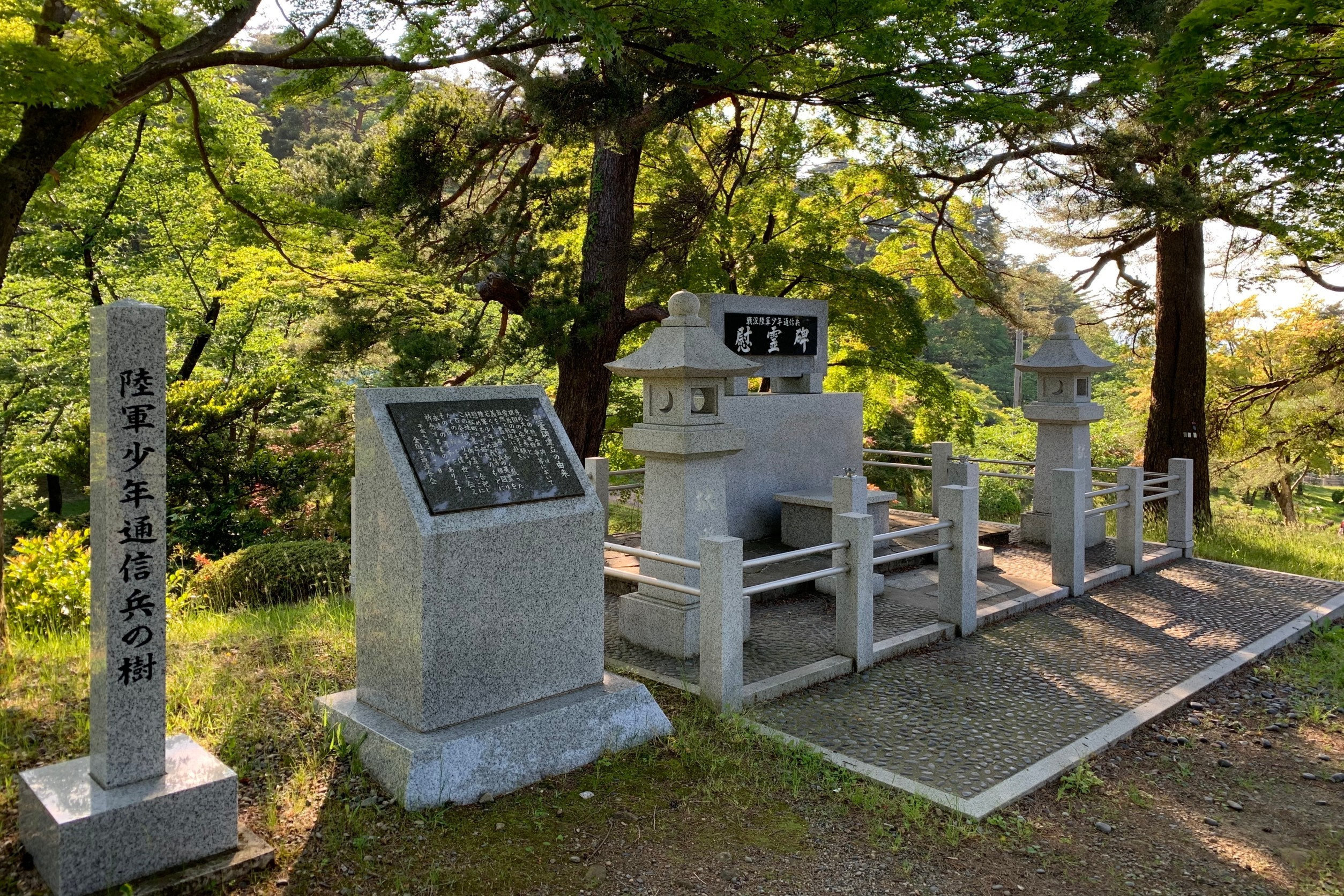
村松公園内にある戦没陸軍少年通信兵慰霊碑（2020年5月）

所在地
- 新潟県中蒲原郡村松町（現：五泉市）

歴代校長
- 高木正実 大佐：1943年10月1日 -